# Liber Ignium
O "Liber Ignium ad Comburendos Hostes" (traduzido como "Sobre o Uso do Fogo para Conflagrar o Inimigo", ou "Livro de Fogos para a Queima de Inimigos", e abreviado como "Livro de Fogos") é uma coleção medieval de receitas para armas incendiárias, incluindo fogo grego e pólvora, escrita em latim e supostamente escrita por um certo Marcus Graecus ("Marcus o Grego") - uma pessoa cuja existência é debatida por estudiosos. O trabalho foi submetido a inúmeras análises acadêmicas, resultando em conclusões contraditórias em relação à origem e influência em seus contemporâneos.